# Baranzate
Baranzate est une commune italienne d'environ 11 400 habitants située dans la ville métropolitaine de Milan, dans la région Lombardie, dans le Nord de l'Italie.

## Histoire
La commune de Baranzate est issue de la séparation de quartiers de Bollate et est entrée en vigueur lors des élections d'avril 2005.

## Administration
| Période                                  | Période | Identité | Étiquette | Qualité |
| ---------------------------------------- | ------- | -------- | --------- | ------- |
|                                          |         |          |           |         |
| Les données manquantes sont à compléter. |         |          |           |         |

### Communes limitrophes
Bollate, Milan, Garbagnate Milanese, Novate Milanese.